# Hoành Sơn, Tân Trúc

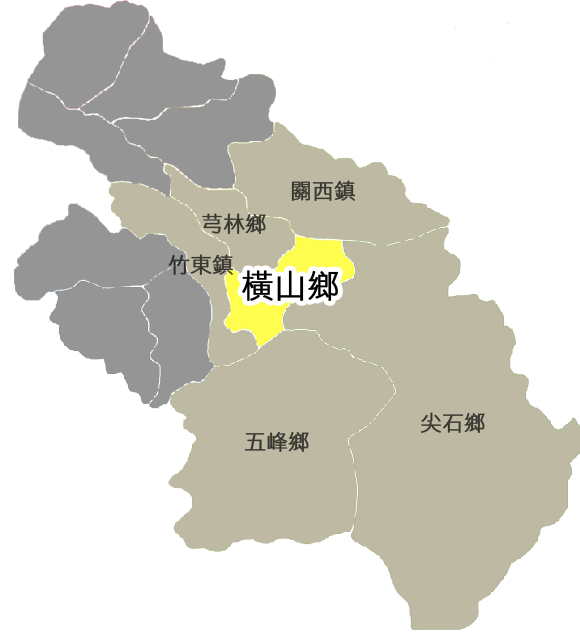
Vị trí tại Tân Trúc (màu vàng đậm)

Hoành Sơn (tiếng Trung: 橫山鄉; bính âm: Héngshān Xiāng) là một hương (xã) của huyện Tân Trúc, tỉnh Đài Loan, Trung Hoa Dân Quốc (Đài Loan). Hương nằm ở khu vực trung tâm địa lý của huyện Tân Trúc và có diện tích 66,3502 km², dân số vào tháng 8 năm 2011 là 14.238 người thuộc 4.439 hộ gia đình, mật độ cư trú đạt 214,6 người/km²